# Ouragan Nate (2011)
Pour les articles homonymes, voir Cyclone tropical Nate.
L’ouragan Nate est la quatorzième tempête et le quatrième ouragan de la saison cyclonique 2011 dans l'océan Atlantique nord localisée dans la portion sud du golfe du Mexique. Nate s'est développée depuis un système dépressionnaire stationnaire durant le 7 septembre 2011.

## Évolution météorologique
Au matin du 6 septembre 2011, des pluies associées à un système dépression commencent à augmenter d'intensité au sud du golfe du Mexique. Durant l'après-midi du 7 septembre, le système s'intensifie pour devenir la tempête tropicale Nate, avec des vents à 75 km/h. Au matin du 8 septembre, Nate se renforce progressivement, avec des vents atteignant 85 km/h. La tempête reste presque stationnaire. Dans l'après-midi, le même jour, les vents atteignant 110 km/h; cependant, d'après les images satellite, la tempête reste inchangée
Au matin du 9 septembre, Nate s'affaiblit légèrement à cause de l'air sec propagé dans le golfe du Mexique. Après être largement resté stationnaire, Nate modifie sa trajectoire vers le nord-ouest plus tard dans la matinée; cependant, la tempête reste stationnaire et s'affaiblit dans l'après-midi avec des vents à 85 km/h.

## Préparations et impact
Le 7 septembre, les ports de Dos Bocas et de Cayo Arcas, les deux principaux ports d'exportations pétrolières, ont été fermés par anticipation de la tempête. Les compagnies pétrolières tentent d'anticiper, mais la tempête n'a pour le moment fait aucun dégât.
Les fortes pluies associées à la tempête ont causé des inondations significatives à Veracruz et Guerrero, tuant au moins cinq personnes.